# 比較解剖学
比較解剖学（ひかくかいぼうがく、英: comparative anatomy）は、生物学の一分野で、さまざまな生物体の構造を比較検討するものである。現生の生物だけでなく、化石についてもその対象を広げ、進化論にも大きな影響を与えた。

## 概要

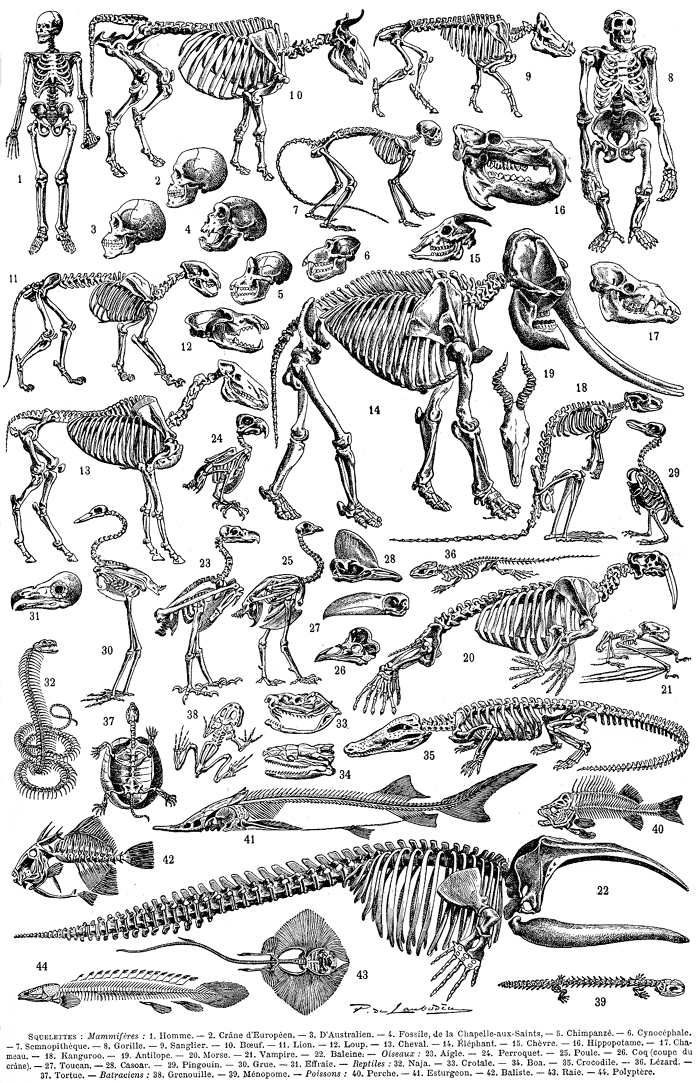
1922年のフランスの事典プチ・ラルースの動物の骨格比較図

比較解剖学は、解剖学に基づく生物学の分野のひとつである。基本的には、個々の生物の解剖に基づき、他の生物のそれと比較することによって、その体制などを体系づけ、生物学的な知見を得ようとするものである。階層としては器官・組織レベルまでを扱う。生物学の発祥のころには、生物の器官レベルの構造もさほど知られてはいなかったから、まずそれを知るところから始まり、それらを比較することが重視された。特に器官レベルでの構造が複雑な動物において重視された。その中から生物の多様性、およびそれに潜在する共通性の認識が進み、分類学の体系の成立にも大きな影響を与えた。そのような研究はほぼ19世紀初頭まで生物学の重要な分野であった。
19世紀には、それらの形態の起源を求める観点からその発生学的な面に関心が移り、比較発生学の興隆が起き、そこでは両者を合わせて比較形態学の名が使われることも多くなった。この分野の知見は進化論を支える重要な根拠を提供し、また進化論の定着後は系統発生の展開を示すものとの視点から研究されることが多くなった。
その後次第に主な動物のおおよその構造が知られるようになり、それらの解剖学はむしろ各群の内部での問題として扱われるようになる。また、解剖学的な研究も器官レベルから組織、細胞レベルへと進んだ。これによって比較解剖学はすくなくとも学としてのまとまりを失い、発展的に解消したような形でその役割を終えた。

## 歴史
比較解剖学は、人体の解剖学の発達とともに生まれた分野である。成立は近世初頭のイタリアと言われる。単に比較する、というだけならばそれよりはるかに古くからあったとも言えるが、少なくとも学問的発展は、まずルネサンス期からの人体の構造への興味によって始まった。そこから生物学の独立する傾向、分類学の成立に従い、それらと結びついて様々な動物の構造の比較が行われるようになったのがこの学問分野を成立させた。この学問の名は1681年に『胃および消化管の比較解剖学』という論文を著したイングランドの生理学者ネヘミア・グルーによるとされる。
具体的な内容は、まず植物において発展し、特にヨハン・ヴォルフガング・フォン・ゲーテのそれが有名で、動物の分野でもそこでの成果が大いに影響している。この学問の名のもとでの発展は18世紀後半であり、その時期の生物学において大きな位置を占めた。

## 内容と発展
比較形態学はその見方において2つの明確な立場があった。

### 純形態学
一つは純形態学 (pure morphology) と言い、これはまた観念論的形態学 (idealistische Morphologie)、あるいは先験的形態学 (transcendental moephology) とも言って、自然哲学的な立場のそれである。代表的な学者にゲーテ、カール・フリードリヒ・キールマイヤー、ローレンツ・オーケン、エティエンヌ・ジョフロワ・サンティレールが挙げられる。この立場は、生物から純粋に形態だけを抜き出し、これに独自の意味付けを行う。
特に重要な概念として、『型』がある。さまざまな生物、動物同士、植物同士を比較する中から、共通する一定の形態のパターンを認めるもので、ゲーテは、植物の構造である花弁や萼などがすべて葉の変形であることを見いだして、このような変形を変態と呼んで重視し、植物すべての元になった「原植物」を仮定した。動物についてもそのような基本として「型」を考えた。
このような多様な動物の間に共通する形態を見いだすとすれば、当然ながらそれらの間に部分の対応が考えられる。ここからサンティレールはそれらの対応する器官について、それらが「相似である」と表現した。これは後にリチャード・オーウェンによって相似と「相同」の区別がなされ、これが現在の相似器官・相同器官に当たる。
このような考えは、さまざまな形態の動物の中から共通の型を見いだす、という方向に発展したが、ともすれば思弁的で恣意的な方向へ進みがちであり、例えば頭足類と脊椎動物を共通の型と見るために脊椎動物を腰で折り曲げて頭と尾とをくっつける変形を考える、と言った極端な説も出た。これはサンティレールの弟子筋であるローランセンとメーランによるものであるが、彼自身も節足動物の付属肢を脊椎動物の肋骨と相同と考えれば両者の体制は一致すると論じており、この是非についてキュヴィエとの間に大論争が行われたことは有名である。これはキュヴィエの勝利に終わったが、このような論の中で行われたさまざまな観点、例えば一つの個体の中で一定の構造が反復する（体節）、と言った見方は後世にも生きることとなった。
このような見方は生物の進化の考え方にごく接近するものであり、ゲーテが進化の考えを持っていたのではないかという声もあるが、明確にはされていない。しかし確実に進化の仮説を示した最初の人であるジャン＝バティスト・ラマルクはこの流れにある人物である。

### 機能的形態学
機能的形態学 (functional morphology) は、ジョルジュ・キュヴィエを代表とする。この立場は、器官は機能のためにある、という見方に基づく。彼においては生物体の構造はすべて機能のために存在するのであって、純形態学がそれらを機能から切り離して抽象的に扱うことを強く批判した。
彼によれば、生物の体のそれぞれの部分は、その生物体が全体そして機能することができるように互いに関連し、統合的に成り立っていなければならない。彼はまた、子細に調べれば一つの骨からでも全身が推定できる、とも言っている。
これは、彼が生物学における実証主義的方向を確立した、ということにも関係している。彼によれば、生物学者はまず個々の事実の実証的な研究をするべきであって、そこに思弁的な要素が入ることを排除しようとした。そのために解剖学は正確さを増し、彼の元で動物の分類は大きく進歩した。また、断片的な部分でもたらされる事が多い化石を生物として研究するという方向も、彼によって大きく推し進められた。
他方、その思弁を廃したところは無思想性にもつながり、むしろそういった面では安易に既製の判断に乗ってしまったところもある。ラマルクの進化思想も彼は受け付けず、天変地異説を主張したなどの点は後世に批判されるところとなった。